# Granivoro
Nella zoologia è definito granivoro (dal latino granus, "seme" e vorare, "mangiare") un animale che si nutre principalmente o esclusivamente di semi.
Mostrano questo regime alimentare diversi raggruppamenti animali, sia invertebrati che vertebrati, e tra questi ultimi in particolare uccelli e mammiferi. 

## Esempi
| Nome                       | Immagine |
| -------------------------- | -------- |
| Zebra finch                |          |
| Carduelis carduelis        |          |
| Passero                    |          |
| Loxia                      |          |
| Canarino                   |          |
| Chloris chloris            |          |
| Poicephalus senegalus      |          |
| Pappagallino ondulato      |          |
| Lonchura Striata domestica |          |
| Estrilda astrild           |          |
| Chloebia gouldiae          |          |
| Pogonomyrmex badius        |          |
| Teleogryllus emma          |          |
| Velarifictorus micado      |          |
| Loxoblemmus                |          |
| Punteruole                 |          |
| Hypothenemus hampei        |          |
| Cricetus cricetus          |          |
| Sciurus vulgaris           |          |
| Jaculus jaculus            |          |
| Serinus canaria            |          |
| Nymphicus hollandicus      |          |